# Битва при Гичине
Битва при Гичине (нем. Schlacht bei Gitschin) — сражение, произошедшее 29 июня 1866 года во время австро-прусско-итальянской войны между пруссаками с одной стороны и австрийцами и саксонцами с другой. Наследный принц Альберт Саксонский пытался остановить прусские войска, но не смог помешать противнику продвинуться к Эльбе.

## Перед сражением
После сражения при Мюнхенгреце Саксонский и 1-й австрийский корпуса отошли к Гичину. К полудню 29 июня 1-й австрийский корпус под командованием графа Клам-Галласа расположился на высотах впереди Гичина: бригада фон Пире (правый фланг) — в Эйзенштадтле; бригада фон Пошахера и Абеле (центр) — на скалистой и лесистой Превысинской горе, от Брады до Прахова; бригада фон Рингельсгейма (левый фланг) — между Вогавецом и Лоховым; бригада графа Лейнингена (резерв) — за центром, в Рыбничеке; кавалерийская дивизия фон Эдельсгейма — между Рыбничеком и Дилецом; аванпосты — у Либуна и Замса. Саксонский корпус расположился под углом за левым флангом, от Подграда до Гичиновеся и Гичина.
Пруссаки двинулись двумя колоннами, разделёнными непроходимыми горами: в правой колонне шёл 2-й корпус, выступивший в полдень от Зихрова на Соботку к Гичину, имея в голове дивизию фон Вердера; в левой — 3-й корпус, выступивший от Ровенско к Гичину, имея в авангарде дивизию фон Тюмплинга. Этой последней дивизии предстояло пройти меньшее расстояние, и она столкнулась с противником около 16:00.

## Ход сражения
Большая дорога, по которой дивизия наступала, привела её прямо на центр австрийцев, к Браде. Позиция неприятеля у этого пункта показалась генералу фон Тюмплингу почти неприступной, и потому он направил часть войск влево, на Замес и Дилец, по узкому Цидлинскому оврагу. Овладев Замесом, пруссаки после упорного боя взяли Подульск. Между позициями фон Пошахера и фон Пире образовался значительный прорыв. Австрийская кавалерия пыталась закрыть его, но тщетно.
Между тем пруссаки ворвались в Дилец; саксонская дивизия фон Штиглица, вызванная графом Клам-Галласом, выбила пруссаков из селения, но затем ей пришлось отступить под натиском противника. Контратака бригады фон Пире на левый фланг дивизии фон Тюмплинга была также отбита, и к 19:30 Дилец перешёл в руки пруссаков.
Несколько батальонов дивизии фон Тюмплинга, двинувшихся через Гинолиц и Яворниц, сделали попытку овладеть Праховым, но неудачно. Прусская 3-я пехотная дивизия фон Вердера подошла к левому флангу позиции австрийцев в 17:30; передовые её части утвердились в Унтер-Лохове, но продвинуться оттуда вперёд не могли. Тогда Вердер отказался от фронтально атаки и двинул три пехотных батальона и гусарский полк на Востружно. Между тем генерал фон Рингельсгейм атаковал частью своей бригады Унтер-Лохов.
В 19:30 командиры австрийского и саксонского корпусов получили от Бенедека запоздавшее приказание избегать серьёзного столкновения и присоединиться к главным силам армии, сосредоточивавшимся между Йозефштадтом и Милетином. К указанному времени правый фланг союзников с трудом держался против дивизии Тюмплинга; левый фланг отразил все атаки дивизии Вердера; центр легко отстаивал свою позицию на Превысинской горе. Однако, принц Альберт и генерал Клам-Галлас отдали приказание немедленно отходить к Гичину под прикрытием арьергарда, составленного из саксонских войск. Наступавшая темнота сильно затруднила отступление и увеличила замешательство, возникшее от скопления в Гичине войск.
Пруссаки между тем двинулись вперёд: дивизия Тюмплинга — с севера, дивизия Вердера — с запада. В городе начался бой, окончательно расстроивший ряды союзников. Только благодаря стойкости саксонского арьергарда им удалось выйти из Гичина и отойти в должных направлениях: саксонский корпус направился на Смидар, 1-й австрийский корпус — частью на Гориц, частыю на Милетин.

## Результаты
В сражении у Гичина австрийцы и саксонцы потеряли 210 офицеров и 5280 нижних чинов (в том числе более 3 тысяч взятыми в плен); потери пруссаков — 71 офицер и 1482 нижних чина. Несмотря на то, что австро-саксонская армия занимала сильные позиции, из-за стратегических и тактических ошибок она была разбита двумя прусскими дивизиями. 